# Màxim IV
Màxim IV (en grec Μάξιμος Δ') també conegut amb el nom de Manasses (Μανασσής) que portava quan era metropolità de Serres, va ser patriarca de Constantinoble de l'any 1491 al 1497.
El seu patriarcat va tenir l'oposició d'un sector dels fidels i de diverses autoritats eclesiàstiques que el van difamar, i es va veure obligat a dimitir. Es va retirar al monestir de Vatopedi, al mont Atos on va residir fins a la seva mort. Llavors va tornar al càrrec de patriarca Nefó II.